# Bazilica Santa Maria in Trastevere
Bazilica Santa Maria in Trastevere este cea mai veche biserică din Roma consacrată Maicii Domnului. Piața din fața bazilicii constituie centrul cartierului Trastevere (în traducere „dincolo de Tibru”).

## Istoric
Biserica a fost ctitorită de papa Calixt I în secolul al III-lea și extinsă succesiv. Forma actuală a bisericii datează din secolul al XII-lea.

## Interior
Mozaicurile absidei, deosebit de valoroase, datează din secolul al XII-lea.

## Galerie de imagini

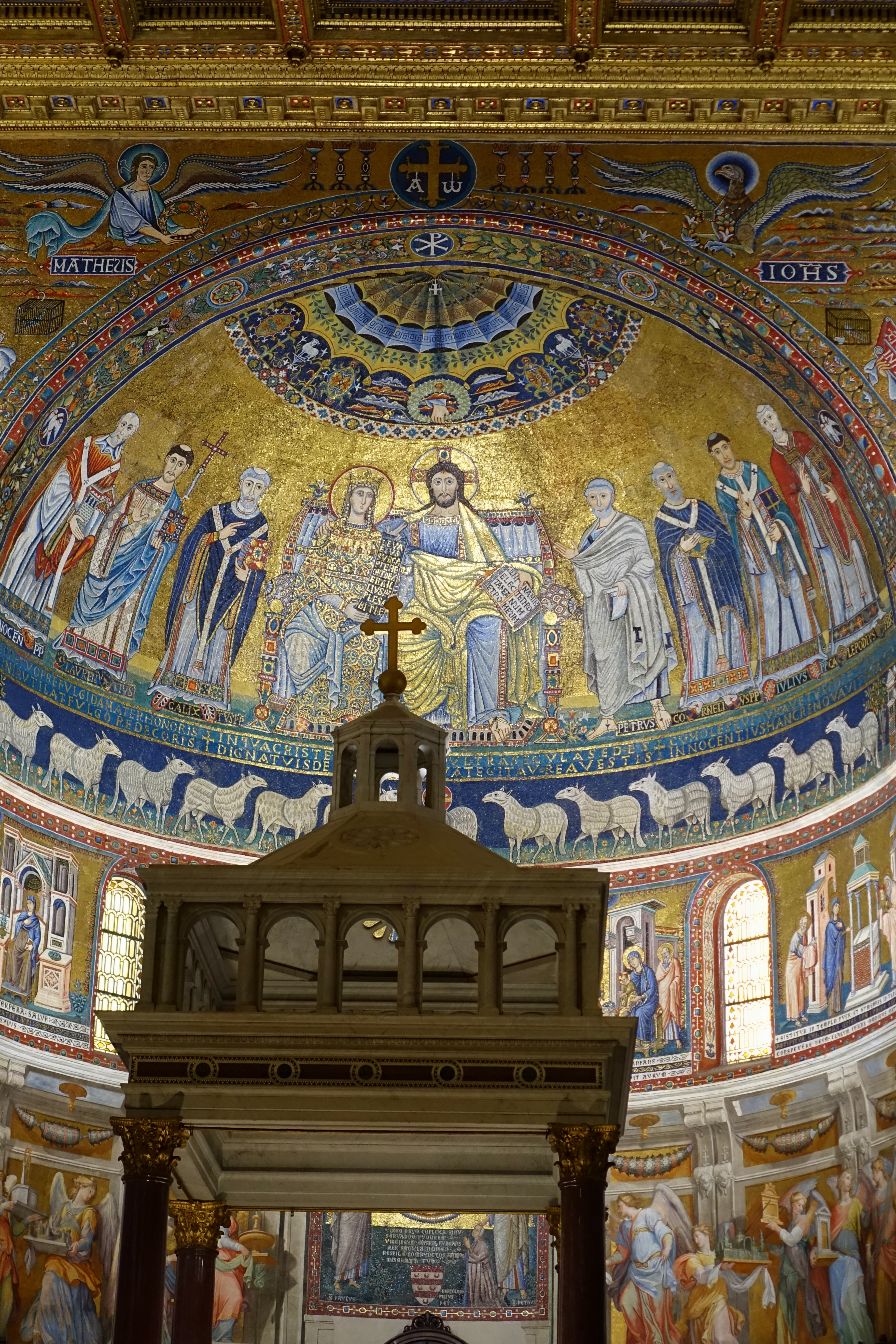
Vedere de ansamblu
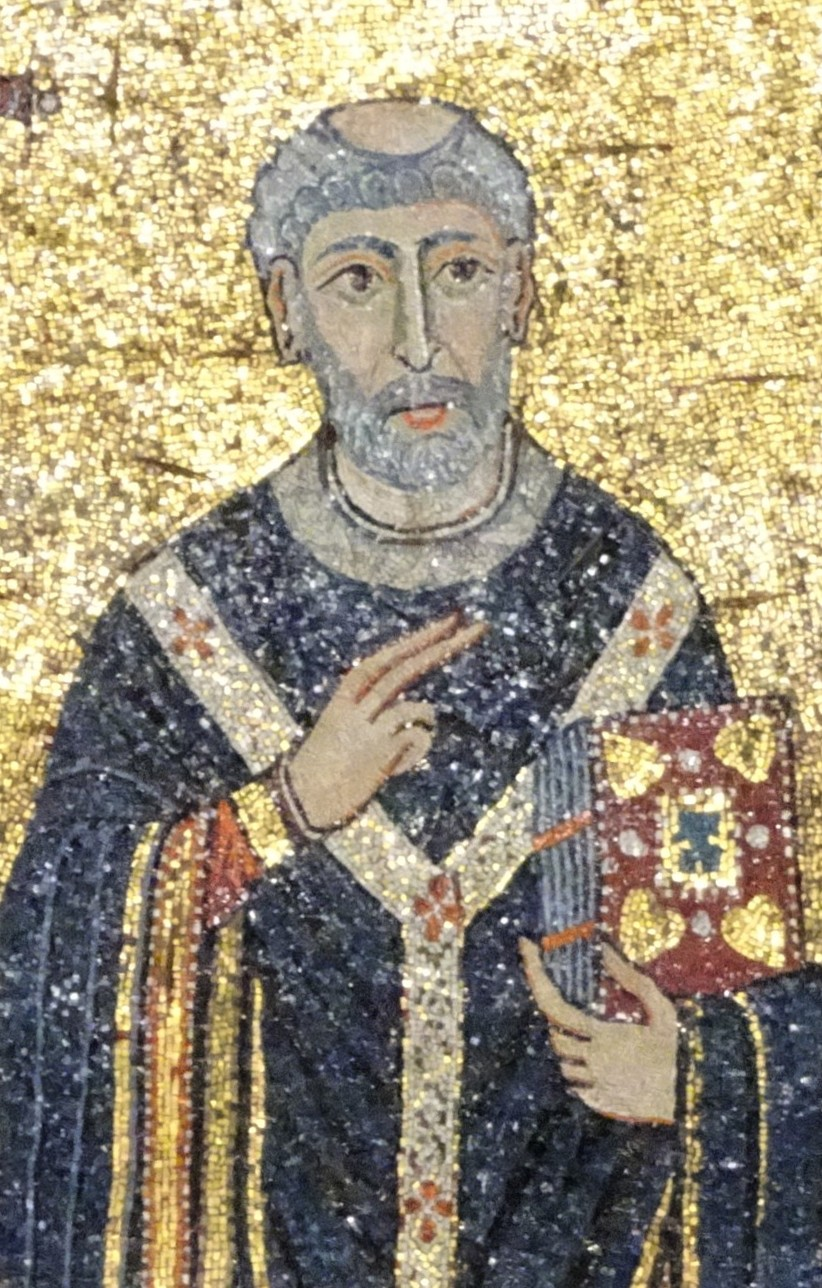
Detaliu (papa Calixt I)
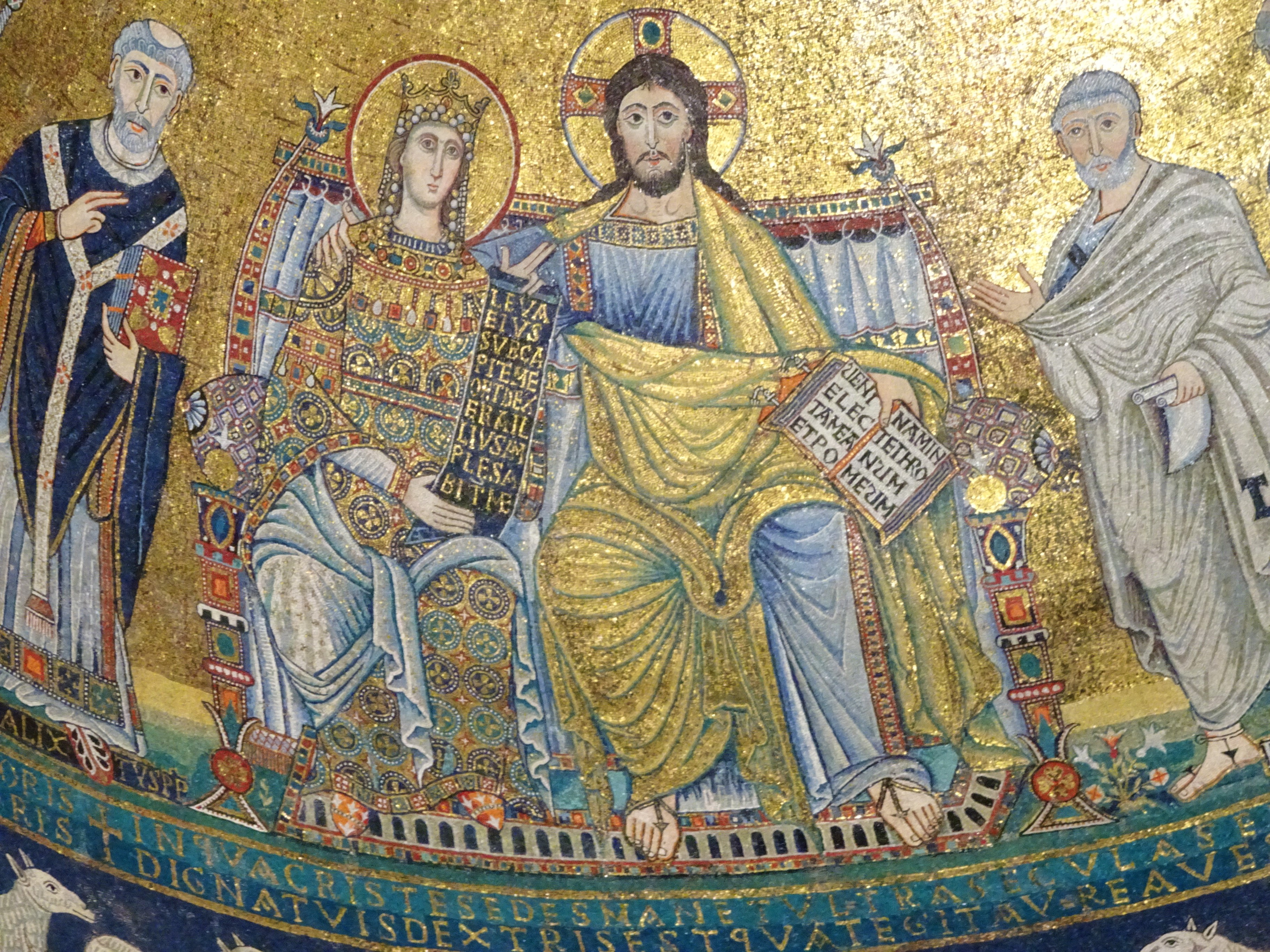
Detaliu (Încoronarea Fecioarei Maria)
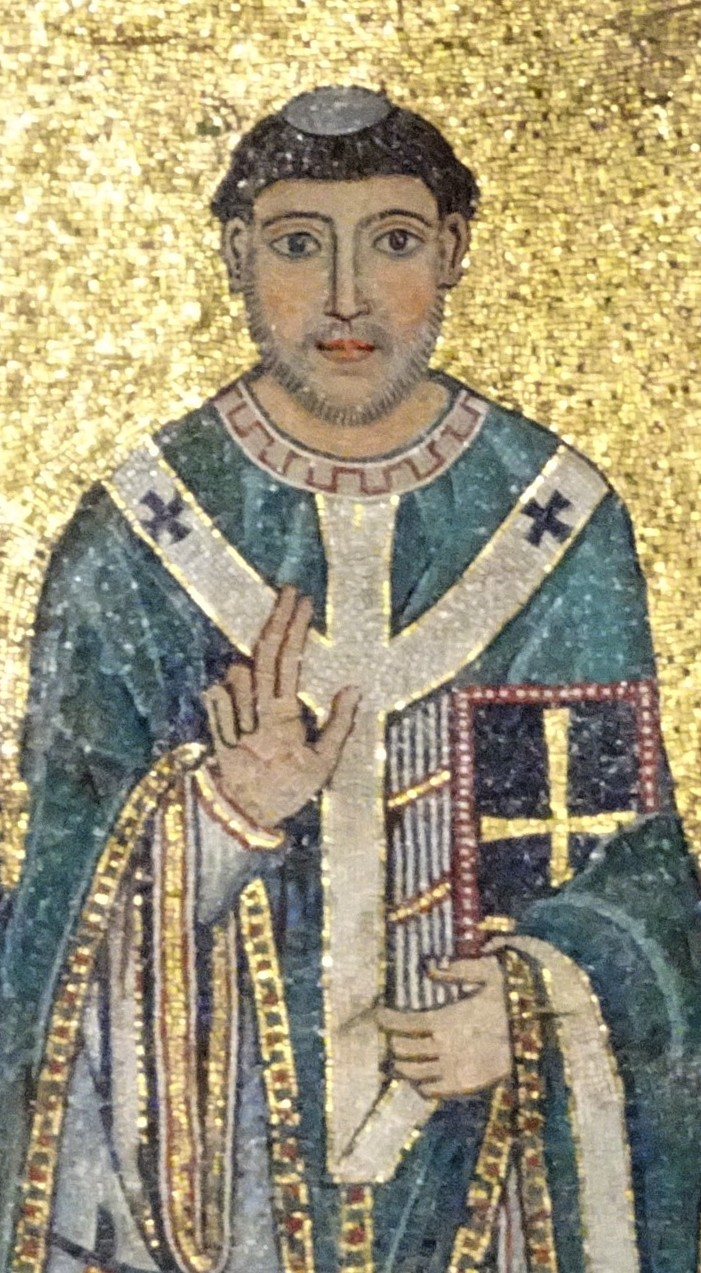
Detaliu (papa Iuliu I)
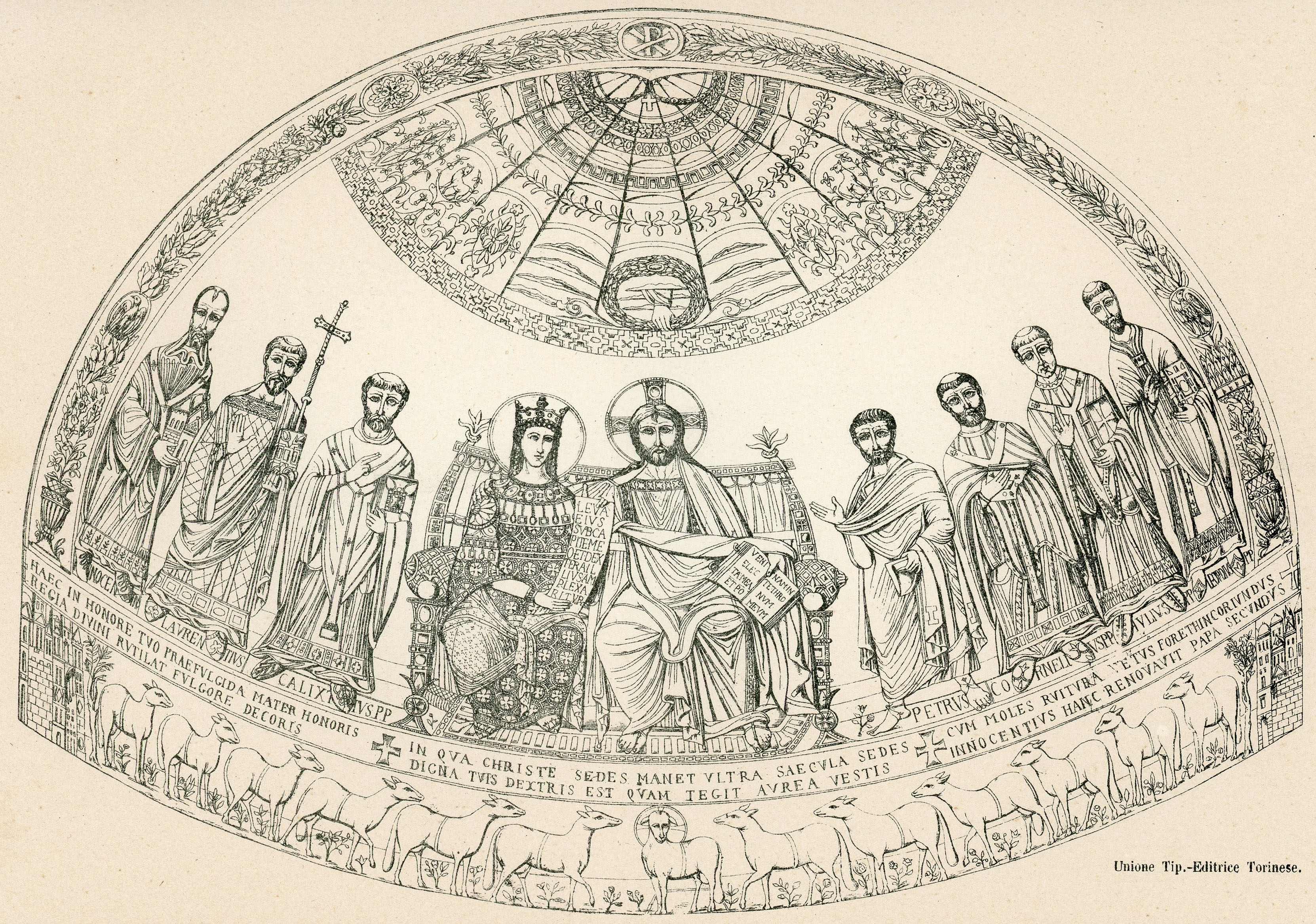
Schema mozaicurilor absidei